# Membracis trimaculata
Membracis trimaculata är en insektsart som beskrevs av Leon Fairmaire. Membracis trimaculata ingår i släktet Membracis och familjen hornstritar. Inga underarter finns listade i Catalogue of Life.